# Afronoserius ocapamensis
Afronoserius ocapamensis là một loài bọ cánh cứng trong họ Cerambycidae.